# 內薩公牛隊
内薩公牛足球俱乐部，也称为内薩公牛，是一支墨西哥足球俱乐部，位于內薩瓦爾科約特爾城。他们目前在征战墨西哥足球乙级联赛。